# Vlaams Economisch Verbond
La Vlaams Economish Verbond (VEV) era un'organizzazione di datori di lavoro e un gruppo di pressione belga attivi nelle Fiandre.

## Storia
Fu fondata l'11 aprile 1926 da, tra gli altri, Lieven Gevaert dai resti del Vlaamsch Handelsverbond. L'organizzazione è stata creata come controparte fiamminga del Comité Central Industriel (Comitato per l'industria centrale), che a loro parere era di lingua francese, che successivamente si è fusa nella Federazione delle imprese belghe. Gli obiettivi principali dell'organizzazione erano lo sviluppo dell'economia fiamminga e la Dutchificazione delle Fiandre. Il 5 gennaio 2004 si è fuso con le Camere di commercio fiamminghe per formare Voka.
Fu un importante interlocutore del governo fiammingo e sedette anche nel Consiglio economico sociale delle Fiandre.

## Struttura

### Amministrazione
| Mandato     | Presidente            |
| ----------- | --------------------- |
| 1926 - 1935 | Lieven Gevaert        |
| 1935 - 1941 | Baldewijn Steverlynck |
| 1941 - 1945 | Carlo Gevaert         |
| 1945 - 1952 | Pieter Delbaere       |
| 1952 - 1957 | Octaaf Engels         |
| 1957 - 1963 | Arthur Mulier         |
| 1963 - 1966 | Hendrik Cappuyns      |
| 1966 - 1969 | Pol Provost           |
| 1970 - 1976 | Vaast Leysen          |
| 1976 - 1981 | Bob Stouthuysen       |
| 1981 - 1985 | Marc Santens          |
| 1985 - 1989 | Walter Vanden Avenne  |
| 1989 - 1993 | Piet Van Waeyenberge  |
| 1993 - 1997 | Johan De Muynck       |
| 1997 - 2000 | Karel Vinck           |
| 2000 - 2003 | Jef Roos              |

| Mandato     | Amministratore delegato |
| ----------- | ----------------------- |
| 1938 - 1943 | Edward Brieven          |
| 1943 - 1945 | Octaaf Engels           |
| ...         |                         |
| 1953 - 1963 | Eugeen Stappers         |
| 1963 - 1971 | Frans Wildiers          |
| 1971 - 1993 | René De Feyter          |
| 1993 - 2000 | Mieke Van De Wiele      |
| 2000 - 2003 | Philippe Muyters        |